# Rebelión de Tehuantepec
Rebelión de Tehuantepec se le llama al levantamiento indígena ocurrido el 22 de marzo de 1660 en la provincia de Tehuantepec, lo que hoy corresponde a la región del istmo de Tehuantepec en Oaxaca, México. Dicha rebelión logró la autonomía de la provincia del régimen colonial español por el lapso de un año y dos meses, al llegar a su fin el 23 de mayo de 1661. La causa principal de la rebelión fueron las pesadas cargas tributarias que tenían que pagar los indios zapotecas a la corona española; el detonante para iniciar el levantamiento fue la muerte por azotes del cacique de Tequisistlán el 21 de marzo de 1660. El líder principal de la rebelión fue el indio zapoteca Gerónimo Flores, otros líderes, también zapotecas, fueron Fabián Mendoza, Lazaro Mis, Lucía María y Francisca Cecilia.

## La provincia de Tehuantepec
Una vez establecido el régimen colonial en lo que fuera el reino de Zaachila en el siglo XVI, la región del istmo de Tehuantepec pasó a formar parte del Virreinato de Nueva España pasando a ser la provincia de Tehuantepec con su capital en la villa del mismo nombre, que fue llamada villa de Guadalcázar por los españoles. Dicha provincia en 1660 contaba con cerca de cinco mil habitantes, la mayoría de ellos indígenas.. Aunque oficialmente la esclavitud de los indígenas americanos estaba prohibida en los territorios españoles se creó el sistema de encomienda que permitía un régimen cuasi esclavista de esta población.

## El tributo
El alcalde mayor Juan de Avellán exigió a la población indígena una exorbitante carga tributaría de veinte mil pesos de oro en ocho meses, además de mantas, pollos, chile, maíz y frijoles. No pudiendo los indios conseguir dicha cantidad de oro en las minas tenían que dar sus propias alhajas para evitar los azotes y otras torturas. El punto de inflexión llegó cuando el 21 de marzo de 1660 Juan de Avellán hizo azotar al cacique de Tequisistlán, por no haber entregado la cantidad de tributo demandado. Este cacique murió a causa de las heridas.

## La rebelión
Así el 22 de marzo de 1660 los indios, liderados por Gerónimo Flores, irrumpieron en la hacienda de Juan de Avellán a quien mataron junto con tres de sus criados, dos españoles y un negro, dejando escapar a su familia. Los levantados se hicieron del control de las armas de la villa bloqueando los accesos a la provincia y respetando la integridad de los colonos españoles y de los religiosos. La rebelión fue nutrida por todos los pueblos indígenas de la provincia, como huaves, zoques y mixes. Así el Cabildo de indios nombró a Gerónimo Flores como nuevo alcalde mayor y a más autoridades. Sin embargo, los indios no desconocieron la autoridad del rey de España ni la del virrey de la Nueva España. 

## Fin de la rebelión
El 23 de mayo de 1661 llegó, proveniente de la ciudad de Oaxaca, a la provincia de Tehuantepec el oidor español Juan Francisco Montemayor y Cuenca quien ya había publicado una cédula que era favorable a los indios en la cual se abolía el repartimiento de los mismos, es decir se ponía fin a los trabajos forzados. Dicha cédula causó mucho contento entre la población de indios y españoles los cuales sacaron muchas copias de la misma. Esta fue la razón principal por la cual los indios recibieron de forma cordial al oidor quien aprovechando la situación de júbilo que había en la población apresó a los líderes del levantamiento, ejecutando a unos y torturando a otros. Así Gerónimo Flores fue desmembrado en cuatro partes, Fabián Mendoza y Lázaro Mis fueron ejecutados, mientras que Lucía María y Francisca Cecilia fueron condenadas a destierro perpetuo, y a que a Lucía María se le quitara el cabello, se le cortara una oreja y que esta fuera clavada en un pilar de la horca. Otros líderes, entre ellos hombres y mujeres, también fueron asesinados, desterrados y mutilados.